# Тетела-дель-Волькан
Тетела-дель-Волькан (исп. Tetela del Volcán) — город и административный центр одноимённого муниципалитета в мексиканском штате Морелос. Численность населения, по данным переписи 2010 года, составила 10 199 человек.

## Общие сведения
Город расположен на склоне вулкана Попокатепетль.
Название происходит от астекского Tetella или Tetetla, что можно перевести как каменистая местность.
Первое упоминание относится к 1503 году, ко времени падения Теночтитлана.